# Abellot (abella)

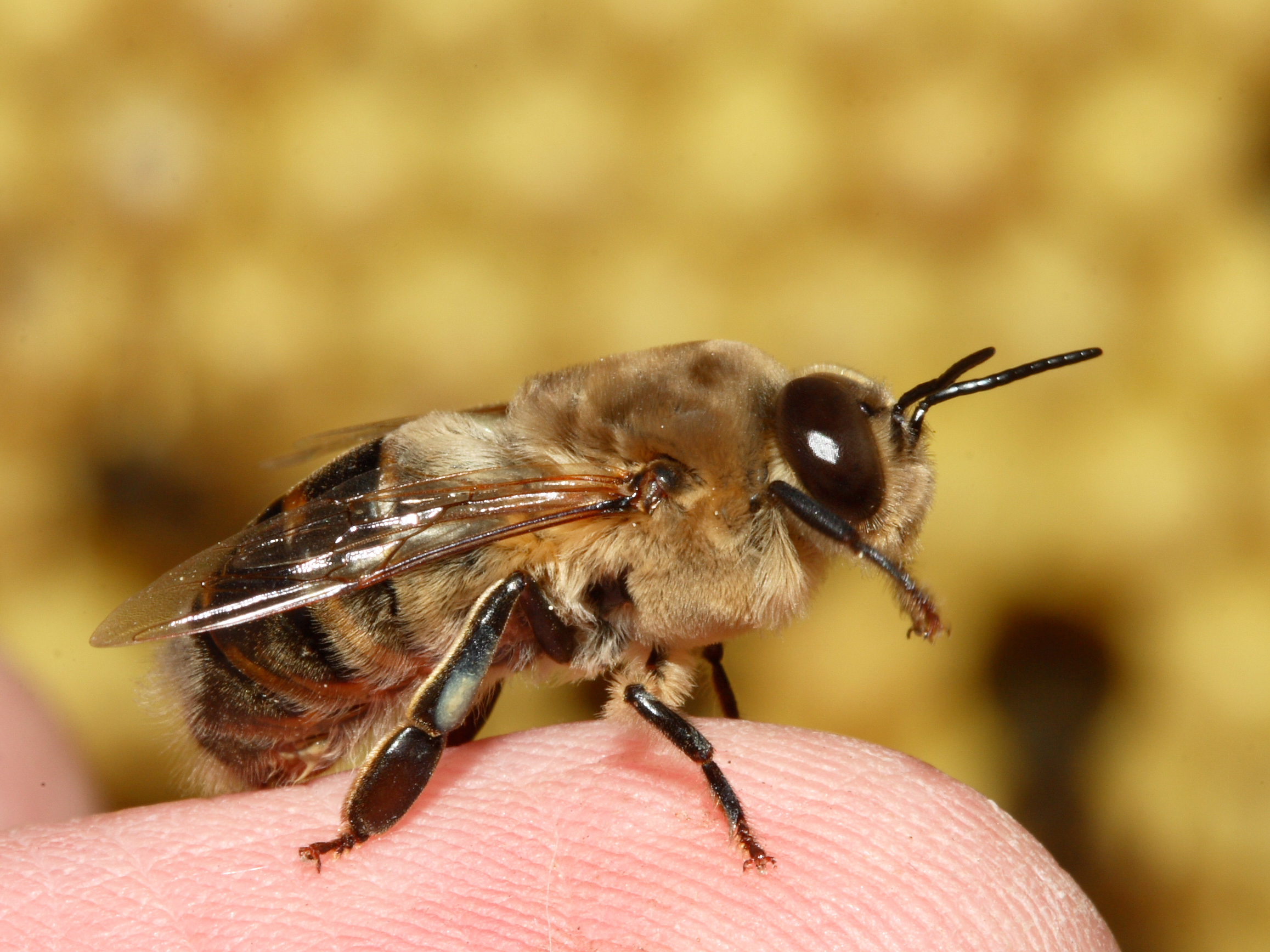
Un abellot d'abella que es caracteritza per tenir els ulls compostos més grossos, el cos també més gros (encara que normalment la reina de les abelles encara és més grossa) i l'abdomen més gruixut.

Els abellots, abegots o vagarros són els mascles de l'abella de la mel. Es desenvolupen a partir d'ous que no han estat fertilitzats i a més no tenen fibló, atès que aquest és un oviscapte (aparell per dipositar els ous) modificat. L'esperança de vida d'un abellot és de 90 dies.
En molts idiomes la paraula abellot és sinònim de gandul, ja que els abellots no produeixen ni mel ni cera ni recullen pol·len. En realitat no tenen la possibilitat de fer-ho, ja que no no tenen l'estructura del cistell de pol·len a les potes.

## Genètica dels abellots
Els abellots només tenen un tipus d'al·lel perquè són haploides (només tenen un joc de cromosomes de la mare). Durant el procés de desenvolupament dels ous de la reina, una cèl·lula diploide amb 32 cromosomes es divideix per generar cèl·lules haploides anomenades gàmetes amb 16 cromosomes. El resultat és un ou haploide, amb cromosomes que tenen una nova combinació d'al·lels a diversos locus. Aquest procés s'anomena partenogènesi del tipus arrenotoca.
Una abella obrera que pon ous (normalment per la mort de la reina sense donar temps a preparar-ne una altra) exclusivament pondrà ous sense fertilitzar que en principi només donaran abellots. Com a excepció, en algunes subespècies d'abelles de la mel les abelles ponedores poden també donar femelles (diploides) en el procés anomenat partenogènesi telitoca.

## Anatomia
Els abellots tenen els ulls compostos dues vegades més grossos que els de les femelles obreres i els de les reines, el seu cos és més gros que el de les obreres però normalment no tan llarg com el de les reines. El seu abdomen és més gruixut que el de les reines i obreres i les ales més llargues que els de les obreres.

## Desenvolupament
| Tipus   | Ou     | Larva   | Cel·la tapada | Pupa     | Període de desenvolupament | Inici de la fertilitat | Mida     | Pes de la posta       |
| ------- | ------ | ------- | ------------- | -------- | -------------------------- | ---------------------- | -------- | --------------------- |
| Abellot | 3 dies | 6½ dies | 10 dies       | 14½ dies | 24 dies                    | aprox. 38 dies         | 15–17 mm | aproximadament 200 mg |

Els abellots són expulsats o morts per les abelles obreres a finals de la tardor, especialment en llocs d'hivern dur, i no reapareixen al rusc fins al final de la primavera.

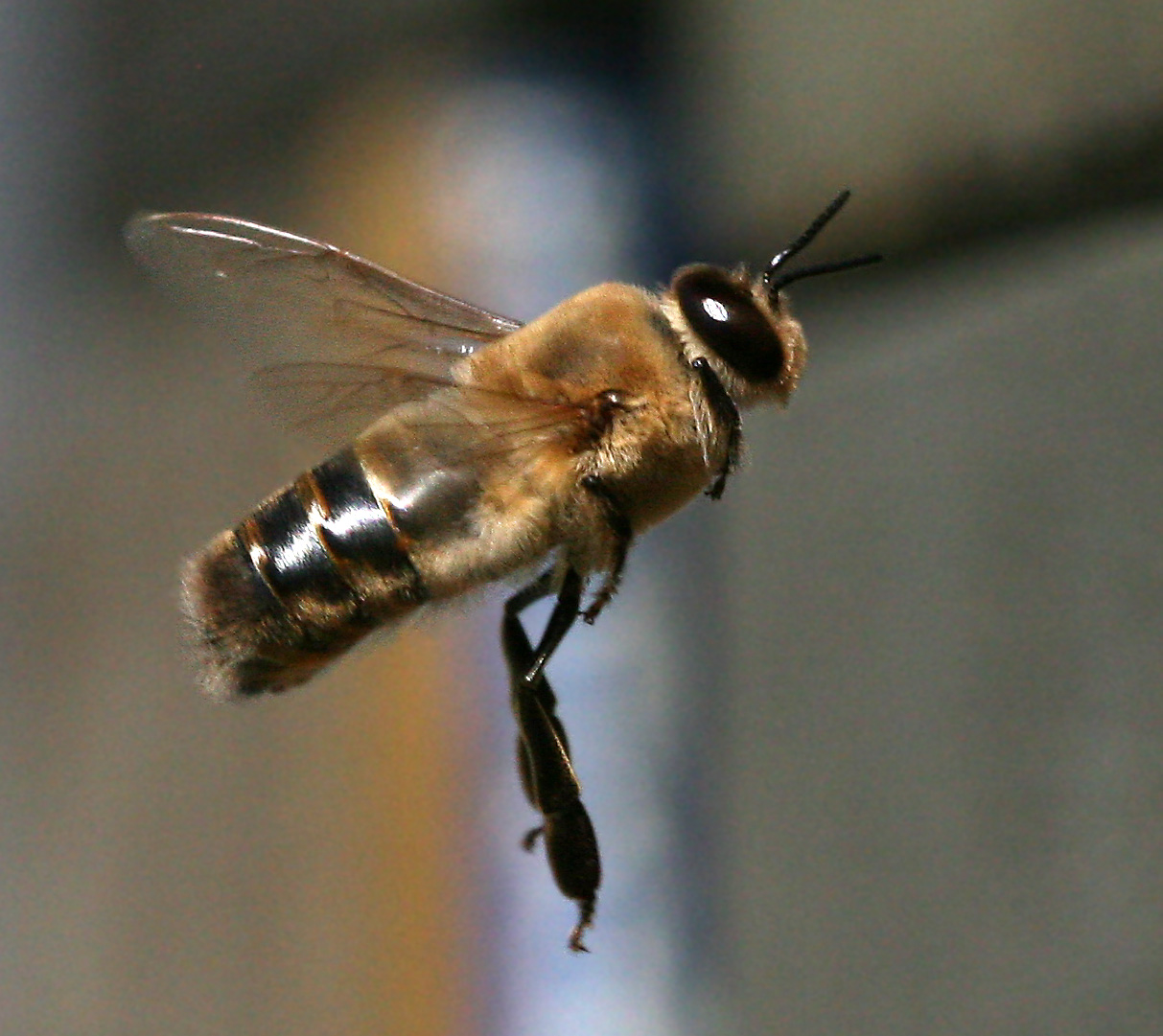
Volant

## Funció
La principal funció dels abellots és fecundar una reina de colònia receptiva. Normalment els abellots no s'aparellen amb una reina verge de la seva mateixa colònia, ja que es desplacen de rusc a rusc. L'aparellament normalment té lloc en unes zones on es congreguen diversos abellots i la reina.
Diversos abellots s'aparellen amb una reina abella que ja no és verge a poca distància del rusc. L'aparellament té lloc en vol i quan un abellot aconsegueix aparellar-se mor pel fet que el seu penis queda enganxat a la reina i hi ha un esquinçament també d'altres teixits.

## Comportament

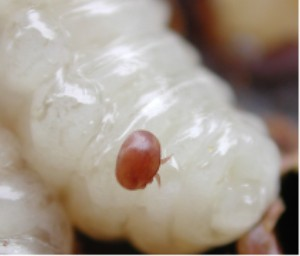
Àcar de Varroa sobre una larva d'abellot

Els abellots no mostren mai el comportament típic de les abelles obreres com és el de recollir nèctar o pol·len, tenir cura de les larves o construir el rusc. No tenen tampoc fibló i són indefensos i tampoc poden defensar la colònia encara que poden tenir l'instint de fer el moviment de picar. Tanmateix tenen la funció secundària d'escalfar o refredar la colònia amb el moviment del seu cos i les seves ales, com també fan les obreres. Poden també intentar desorientar un intrús a la colònia brunzint.
Els abellots volen molt a principi de la tarda i es reuneixen en grans nombres a bona distància del rusc.

## Els abellots iVarroa destructor
Varroa destructor, un àcar paràsit, es propaga dins de la cel·la de cria de les abelles. La varroa prefereix els abellots perquè tenen un període de metamorfosi més llarg, així tindrà més temps per desenvolupar-se i més èxit en la reproducció.